# Weston Mills
Weston Mills és una concentració de població designada pel cens dels Estats Units a l'estat de Nova York. Segons el cens del 2000 tenia 1.608 habitants.

## Demografia
Segons el cens del 2000, Weston Mills tenia 1.608 habitants, 654 habitatges, i 453 famílies. La densitat de població era de 93,2 habitants per km².
Dels 654 habitatges en un 30,7% hi vivien nens de menys de 18 anys, en un 57,2% hi vivien parelles casades, en un 8,7% dones solteres, i en un 30,6% no eren unitats familiars. En el 24,6% dels habitatges hi vivien persones soles el 10,1% de les quals corresponia a persones de 65 anys o més que vivien soles. El nombre mitjà de persones vivint en cada habitatge era de 2,46 i el nombre mitjà de persones que vivien en cada família era de 2,94.
Per edats la població es repartia de la següent manera: un 23,7% tenia menys de 18 anys, un 6,5% entre 18 i 24, un 27,5% entre 25 i 44, un 25,9% de 45 a 60 i un 16,4% 65 anys o més.
L'edat mediana era de 40 anys. Per cada 100 dones de 18 o més anys hi havia 95,7 homes.
La renda mediana per habitatge era de 34.706 $ i la renda mediana per família de 40.978 $. Els homes tenien una renda mediana de 37.688 $ mentre que les dones 25.000 $. La renda per capita de la població era de 19.564 $. Entorn del 4,2% de les famílies i el 5,1% de la població estaven per davall del llindar de pobresa.